# Crostata

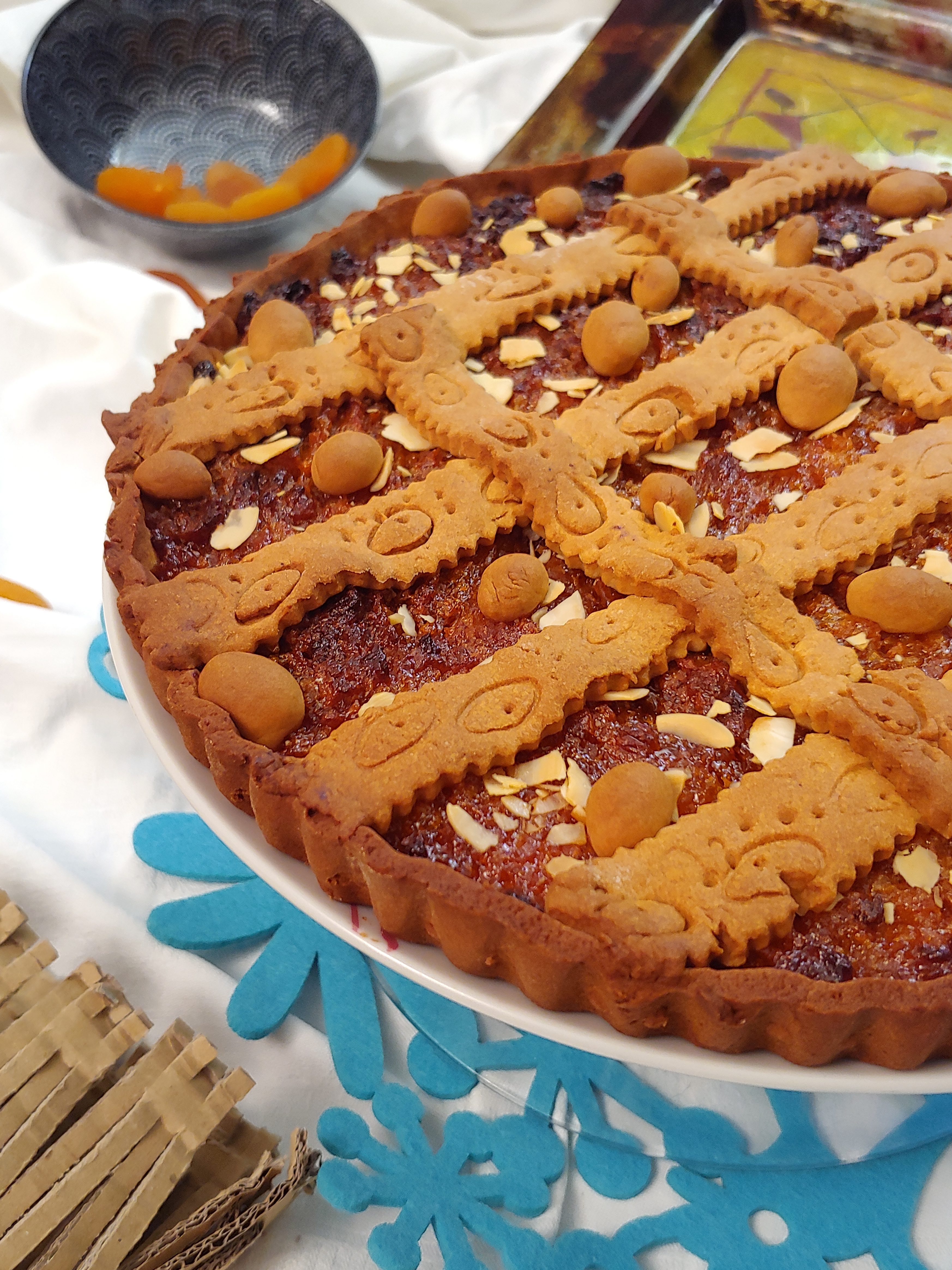
Crostata z morelami i miodem

Crostata to włoska tarta lub placek, znana również jako coppi w Neapolu i sfogliate w Lombardii. Najwcześniejsze znane użycie słowa crostata we współczesnym znaczeniu można znaleźć w książkach kucharskich Libro de Arte Coquinaria autorstwa Martino da Como, opublikowanej około 1465, i Cuoco napolitano, opublikowanej pod koniec XV wieku, zawierającej przepis (numer 94) zatytułowany Crostata de Caso, Pane itp.  
Crostata to „rustykalna wersja otwartej tarty owocowej” którą można upiec w formie do ciasta. 

## Opis

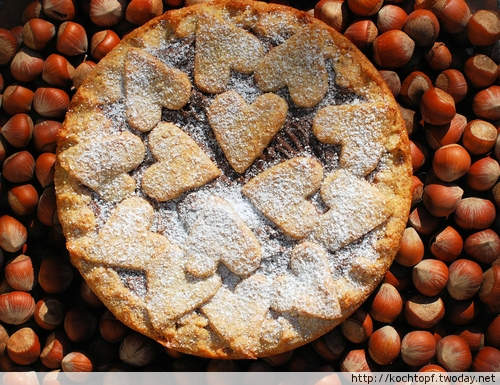
Crostata alla nutella

Tradycyjnie crostata składała się z bazy, zwykle trzech warstw, kruchego ciasta „o smaku klarowanego tłuszczu i masła”. Obecnie stosuje się ciasto kruche. Różni się od torta nadzieniem: crostata ma niespójne nadzienie pełne kawałków, podczas gdy torta ma spójne nadzienie wykonane ze zblendowanych, gładkich składników. Istnieje wiele rodzajów zarówno słodkich, jak i wytrawnych crostat, gdzie te słodkie zwykle podaje się jako deser. 
Słodkie odmiany używają dżemów owocowych jako nadzienia, zazwyczaj z moreli, wiśni, brzoskwiń lub nektarynek lub jagód. Crostatę można również upiec "na ślepo", a następnie wypełnić kremem cukierniczym (crema pasticciera) i udekorować kawałkami świeżych owoców; nazywa się to crostata di frutta. W książce kucharskiej Opera dell'arte del cucinare z 1570 r. Bartolomeo Scappi zawarł przepis na crostatę ze śliwkami i wiśnią, z pigwą i gruszkami. Nowoczesną wersją jest crostata alla nutella, nadziewana Nutellą.  
Składniki wytrawnych crostat mogą obejmować mięso, ryby lub warzywa które są wstępnie ugotowane. Opera dell'arte del cucinare zawiera przepis na „crostatę z mięsa krabowego i krewetek”, a także stwierdza, że zamiast zrobić tortę, krewetki i kraby powinny zostać zmiażdżone. Popularnym słodkim wariantem, szczególnie w środkowych Włoszech, jest crostata di ricotta, zrobiona z ricottą zmieszaną z cukrem i skórką z cytryny, która może dodatkowo zawierać kakao lub rodzynki. 
Scappi zawarł wiele przepisów na crostaty w Opera dell'arte del cucinare. Jego wytrawne crostaty zawierały podgardle wieprzowe lub prosciutto, raki, anchois lub ostrygi. Inne przepisy na wytrawne crostaty to m.in. crostata z kremowym serem nazywanym butirata, z truflami, z karczochami i z "wnętrznościami jakiegokolwiek żółwia".  